# Elecciones municipales de Huancayo de 1991
Las Elecciones municipales complementarias de Huancayo de 1991 fueron parte de las elecciones municipales complementarias del Perú en 1991.  En ellas se eligió a 12 alcaldes distritales y regidores distritales para el periodo 1991-1992 aunque, debido al autogolpe de Alberto Fujimori, el periodo se extendió hasta 1993. Ello debido a que en las elecciones de 1989 hubo distritos en los que no se pudo llevar a cabo las elecciones debido a problemas relacionados con la época del terrorismo y otros donde las elecciones fueron declaradas nulas. En diciembre de 1990, el Congreso del Perú aprobó la Ley N° 25300 que dispuso la celebración de elecciones complementarias en todas aquellas circunscripciones donde no se pudo celebrar elecciones. Las elecciones se llevaron a cabo el 18 de agosto de 1991.

## Resultados en las alcaldías distritales de la provincia de Huancayo
Debido a los problemas de violencia durante la época del terrorismo, muchos distritos de la provincia no celebraron elecciones y en otros, estas se llevaron de manera residual con muy pocos votantes.
|  | 100 % |

|  | 68.350 % |

|  | 72.016 % |

|  | 56.467 % |

|  | 76.578 % |

|  | 58..534 % |

|  | 100 % |

|  | 100 % |

|  | 45.046 % |

|  | 74.702 % |

|  | 100 % |

|  | 100 % |

## Resumen distrital
| Partido | Partido                          | Número de Alcaldías     |
| ------- | -------------------------------- | ----------------------- |
|         | Listas independientes            | 5 Alcaldías distritales |
|         | Acción Popular                   | 3 Alcaldías distritales |
|         | Partido Popular Cristiano        | 2 Alcaldías distritales |
|         | Frente Electoral Izquierda Unida | 1 Alcaldía distrital    |
|         | FREPAP                           | 1 Alcaldía distrital    |

#### En línea
- «Infogob». Jurado Nacional de Elecciones.